# Nyctiophylax denningi
Nyctiophylax denningi là một loài Trichoptera trong họ Polycentropodidae. Chúng phân bố ở miền Tân bắc.